# وينا بورن
وينا بورن (بالهولندية: Wina Born)‏ - (21 أغسطس 1920، امستردام، 6 أغسطس 2001) كانت صحفية هولندية، غالبًا ما يُطلق عليها «أم الطبخ الهولندي». ألفت حوالي مائة كتاب طبخ ومقالات لا حصر لها في المجلات، مثل Margriet و Avenue.

## عملها
في عام 1949، نشرت وينا بورن مقالاتها الأولى في شبكة  Wijn الشهرية التي تم تأسيسها حديثًا. في السنوات التي تلت الحرب العالمية الثانية، كان فن الطهو والنبيذ مجهولين في هولندا.
وبفضل وصفتها الأسبوعية في مجلة Margriet، مع Libelle. وهي واحدة من المجلات النسائية الكبرى في هولندا، نالت وينا بورن شهرة كبيرة. وقد تمكنت من توسيع الأفق الطهوي لربة المنزل والتي تُمثل قارئة أساسية للمجلة. في مرحلة لاحقة، بدأت وينا بورن بكتابة مقالات عن أساليب المطبخ الأجنبي وقدمت أيضًا نقدًا للمطاعم.
بين عامي 1962 و2000، كتبت بورن وترجمت أكثر من مئة كتاب عن النبيذ والطهي. كما كتبت مقالات لعدة صحف، مثل Het parool وللمجلات الأخرى. وبالنسبة لمؤسسة السفرالأكاديمي، كانت «بورن» تقود رحلات النبيذ والطهي سنوياً إلى العديد من البلدان المختلفة. في الفترة 1974-1997، زارت، من بين دول أخرى، تركيا، ورومانيا، والمجر، وبلغاريا.

## تأثيرها
في سنواتها الأولى كصحفية، كانت «الصحافة الطهوية» شيئًا جديدًا في هولندا. في ستينيات القرن العشرين، أصبحت «وينا بورن» ذات تأثير كبير كصحفية في مجال الطهي. ومن خلال كتاباتها، علمت الرجل والمرأة النظر إلى ما وراء أسلوب المطبخ الهولندي الكلاسيكي والنظر إلى المطابخ الأجنبية. كما أنها علمتهم أن تناول الطعام في الخارج هو نوع جميل من الترفيه وليس بالضرورة أن يكون باهظ الثمن. وكان التأثير الآخر هو أن الطهاة  فقدوا مكانهم المجهول في المطبخ وأصبحوا معروفين أكثرأو حتى أصبحوا من  المشاهير.